# Девятова, Ирина Николаевна
Ири́на Никола́евна Девя́това (р. 27 июля 1966) — советская и российская пловчиха, тренер по плаванию, спортивный функционер. Тренер детско-юношеской спортивной школы «Квант», затем — Обнинской детско-юношеской спортивной школы.

## Биография
Тренер детско-юношеской спортивной школы «Квант» в Обнинске, затем, с 2012 года, после открытия дворца спорта «Олимп», — Обнинской детско-юношеской спортивной школы.
С 1995 года участвует в Международном черноморском проплыве «Новый Свет — Судак» длиной приблизительно 4,2 км, пропустив только один проплыв в 1997 году из-за участия в чемпионате Европы в Праге.
Член Обнинского клуба ветеранов плавания. Одна из основных организаторов и главный судья Открытого первенства Обнинска по плаванию (проводится с 1992 года).
В 2012 году вошла в число лучших тренеров Калужской области.
Одна из самых известных, наряду с тяжелоатлетом Николаем Платошечкиным, обнинских моржей.
Мастер спорта России.

## Известные ученики
- Николай Скворцов (р. 1984) — российский пловец. Чемпион Европы на короткой воде, многократный призёр чемпионатов мира и Европы[6][7].

### Интервью
- Интервью с Ириной Девятовой, тренером отделения плавания ДЮСШ «Квант» // Администрация города Обнинска. — 17 сентября 2010 года.

### Статьи
- Жительница Обнинска в 15-й раз совершила проплыв в Чёрном море // ТРК «Ника». — 17 сентября 2010 года. Архивировано 3 ноября 2013 года.